# Ratpenat de Hasselt
El ratpenat de Hasselt (Myotis hasseltii) és una espècie de ratpenat de la família dels vespertiliònids que es troba a Cambodja, l'Índia, Indonèsia, Malàisia, Myanmar, Sri Lanka, Tailàndia i el Vietnam.
Fou anomenat en honor del biòleg neerlandès Johan Coenraad van Hasselt.